# 60s 70s 80s
『60s 70s 80s』（シックスティーズ・セブンティーズ・エイティーズ）は、日本の元女性歌手、安室奈美恵の単独名義では34作目のシングル。

## 解説
7枚目のアルバム『PLAY』に続く2008年唯一のシングル。本作は、自身が出演するP&G『プレミアム ヴィダルサスーン』（Fashion×Music×VSキャンペーン）とのコラボレーションによる、“リメイク”をテーマに各年代を象徴する楽曲「NEW LOOK」「ROCK STEADY」「WHAT A FEELING」の3曲を収録。
1960年代からは、自身のフェイバリット・ソングであるというスプリームスの代表曲「Baby Love」（1964年）を選曲。お馴染みのT.Kura・michico夫妻にプロデュースを依頼し、「NEW LOOK」としてリメイク。1970年代からはアレサ・フランクリンのヒット曲「Rock Steady」（1971年）をMUROによるアイディアで大胆にサンプリングしたダンスナンバーにリメイク、"駆け落ち"をテーマにmichicoが作詞。1980年代からは映画『フラッシュダンス』の主題歌であるアイリーン・キャラの「What a Feeling」（1983年）を選曲し、初顔合わせの大沢伸一がプロデュースを担当。
ミュージック・ビデオでは「ヴィダルサスーン」とのコラボレーションにより、パトリシア・フィールド（スタイリスト）、オーランド・ピタ（ヘアスタイリスト）と世界的クリエイター陣がヘアメイク、衣装デザインを手掛け、CMでは各年代別3本のカットダウンサイズPVがオンエア。またキャンペーンの一環として、1月にCM商品の発売記念プレミアムイベントが開催され、抽選で限定150人を招待してスペシャルライブを開催。他にも、1週間限定で業界新発想の自身の等身大写真84枚がデザインされた横長の携帯音楽試聴ポスターがメトロプロムナードをジャック。
大沢伸一のアルバム『TEPPAN-YAKI -A Collection Of Remixes-』に「WHAT A FEELING (Shinichi Osawa Remix)」が収録されている。
日本のガールズグループ、MISAMOが2024年11月6日にリリースされたアルバム『HAUTE COUTURE』にて「NEW LOOK」をカバーしている。

## 収録曲

### CD
1. NEW LOOK
（オリジナル：スプリームス「Baby Love」(1964)）
作詞：michico, Lamont Dozier, Brian Holland, Eddie Holland
作曲：T.Kura , michico, Lamont Dozier, Brian Holland, Eddie Holland
編曲：T.Kura
2. ROCK STEADY
（オリジナル：アレサ・フランクリン「ROCK STEADY」(1971)）
作詞：michico, Aretha Franklin
作曲：MURO, michico, Aretha Franklin
編曲：MURO
3. WHAT A FEELING
（オリジナル：アイリーン・キャラ「Flashdance... What a Feeling」(1983)）
作詞：michico, Keith Forsey, Irene Cara
作曲：Shinichi Osawa , michico, Giorgio Moroder
編曲：Shinichi Osawa
4. NEW LOOK (Instrumental)
5. ROCK STEADY (Instrumental)
6. WHAT A FEELING (Instrumental)

### DVD
1. NEW LOOK (MUSIC VIDEO)
「Fashion×Music×VS」60年代篇（ディレクター)：児玉裕一 / 振付：Moritsune Morita, Nami Segawa, Raymond Johnson
2. ROCK STEADY (MUSIC VIDEO)
「Fashion×Music×VS」70年代篇（ディレクター)：田中裕介 / 振付：SHUN
3. WHAT A FEELING (MUSIC VIDEO)
「Fashion×Music×VS」80年代篇（ディレクター)：中村剛 / 振付：Tetsuharu）